# Carter F. Ham
Carter F. Ham, född den 16 februari 1952 i Portland, Oregon, USA, är en fyrstjärning general i USA:s armé. Ham var från den 8 mars 2011 militärbefälhavare för United States Africa Command och ledde Operation Odessey Dawn i inledningsskedet av den internationella militärinsatsen i Libyen 2011. Innan Ham tillträdde sin nuvarande post var han befälhavare för U.S. Army Europe.
Ham påbörjade sin armékarriär som menig soldat i 82nd Airborne Division innan han erhöll officersfullmakt genom ROTC-programmet vid John Carroll University i Cleveland, Ohio.